# Carr (Familienname)
Carr ist ein englischer Familienname.

## Namensträger

### A
- Alan Carr (* 1976), britischer Schauspieler und Komiker
- Allan Carr (1937–1999), US-amerikanischer Regisseur
- Allen Carr (1934–2006), britischer Autor
- Anne Carr (1934–2008), US-amerikanische Theologin
- Antoine Carr (* 1961), US-amerikanischer Basketballspieler
- Archie Carr (1909–1987), US-amerikanischer Zoologe
- Arthur Comyns Carr (1882–1965), britischer Politiker und Jurist
- Ashantie Carr (* 1999), Leichtathletin aus Belize

### B
- Barbara Carr (* 1941), US-amerikanische Bluessängerin
- Benjamin Carr (1768–1831), britisch-amerikanischer Komponist, Sänger, Organist und Musikverleger
- Bill Carr (1876–1942), US-amerikanischer Ruderer, siehe William Carr (Ruderer)
- Bill Carr (Reiter) (William Greenwood Carr; 1901–1982), britischer Springreiter
- Bill Carr (Leichtathlet) (William Arthur Carr; 1909–1966), US-amerikanischer Sprinter
- Bob Carr (Robert John Carr; * 1947), australischer Politiker
- Brendan Carr (Politiker), irischer Politiker (Irish Labour Party)
- Brendan Carr (Jurist) (* 1979), US-amerikanischer politischer Beamter
- Brian Carr (* 1969), britischer Boxer
- Bruno Carr (1928–1993), US-amerikanischer Schlagzeuger

### C
- Caleb Carr (1955–2024), US-amerikanischer Schriftsteller
- Calen Carr (* 1982), US-amerikanischer Fußballspieler
- Catherine Carr (* 1954), US-amerikanische Schwimmerin
- Cathy Carr (1936–1988), US-amerikanische Popsängerin
- Cedric Errol Carr (1892–1936), neuseeländischer Botaniker
- Charmian Carr (1942–2016), US-amerikanische Schauspielerin
- Cindy Carr, Szenenbildnerin
- Colin Carr (* 1957), britischer Cellist

### D
- Daniel Carr (Eishockeyspieler) (* 1991), kanadischer Eishockeyspieler
- Daniel Carr (Fußballspieler) (* 1994), englischer Fußballspieler mit Staatsbürgerschaft von Trinidad und Tobago
- Daniel Carr (Schwimmer) (* 1998), US-amerikanischer Schwimmer
- Danielle Carr-McGrath (* 1969), australische Eiskunstläuferin
- Darleen Carr (* 1950), US-amerikanische Schauspielerin, Sängerin und Synchronsprecherin
- David Carr (* 1979), US-amerikanischer Football-Spieler
- David McLain Carr (* 1961), US-amerikanischer Alttestamentler und Hochschullehrer
- Dennis John Carr (1915–2008), britisch-australischer Botaniker
- Derek Carr (* 1991), US-amerikanischer American-Football-Spieler
- Donald Carr (1926–2016), englischer Cricket-Spieler

### E
- Edward Hallett Carr (1892–1982), britischer Historiker
- Edwin Carr Sr. (Edwin William Carr, Sr., Slip Carr; 1899–1971), australischer Sprinter und Rugby-Union-Spieler
- Edwin Carr (Komponist) (1926–2003), neuseeländischer Komponist
- Edwin Carr Jr. (Edwin William Carr, Jr.; 1928–2018), australischer Sprinter
- Emma P. Carr (1880–1972), US-amerikanische Chemikerin
- Eugene Carr (* 1951), kanadischer Eishockeyspieler
- Elias Carr (1839–1900), US-amerikanischer Politiker
- Emily Carr (1871–1945), kanadische Malerin und Schriftstellerin
- Eric Carr (1950–1991), US-amerikanischer Musiker
- Eugene Asa Carr (1830–1910), amerikanischer Offizier und General der Nordstaaten im Sezessionskrieg

### F
- Francis Carr (Politiker) (1751–1821), US-amerikanischer Politiker (Massachusetts)
- Francis Carr (Autor) (1924–2009), britischer Historiker und Sachbuchautor

### G
- Gable Carr (* 1979), US-amerikanische Schauspielerin
- Gary Carr (* 1986), britischer Schauspieler, Sänger und Musiker
- Gene Carr (1951–2023), kanadischer Eishockeyspieler
- Geneva Carr (* 1971), US-amerikanische Film- und Theaterschauspielerin
- Geoffrey Carr (1886–1969), britischer Ruderer
- George Shoobridge Carr (1837–1914), britischer Mathematiker und Schachspieler
- Gerald P. Carr (1932–2020), US-amerikanischer Astronaut
- Gerry Carr (1936–2019), britischer Leichtathlet
- Graham Carr (* 1944), englischer Fußballspieler und -trainer

### H
- Hank Earl Carr (1968–1998), US-amerikanischer Gewaltverbrecher
- Harvey A. Carr (1873–1954), US-amerikanischer Psychologe
- Henry Carr (1941–2015), US-amerikanischer Leichtathlet
- Herman Y. Carr (Herman Yaggi Carr; 1924–2008), US-amerikanischer Physiker

### I
- Ian Carr (1933–2009), britischer Musiker
- Ian Carr-Harris (* 1941), kanadischer Bildhauer und Installationskünstler

### J
- J. L. Carr (Joseph Lloyd Carr; 1912–1994), britischer Schriftsteller
- Jack Carr (Billardspieler) (John Carr), englischer English-Billiards-Spieler
- Jack Carr (Fußballspieler) (John Thomas Carr; 1878–1948), englischer Fußballspieler und -trainer
- Jack Carr (Schauspieler) (1895–1951), US-amerikanischer Schauspieler
- Jackie Carr (Fußballspieler, 1892) (John Carr; * 1891 oder 1892; † 1942), englischer Fußballspieler und -trainer
- Jackie Carr (Fußballspieler, 1924) (1924–2010), schottischer Fußballspieler
- James Carr (Politiker) (1777–1818), US-amerikanischer Politiker
- James Gordon "Jim" Carr (1951), kanadischer Politiker
- James Carr (Filmproduzent) (1911–1981), britischer Filmproduzent
- James Carr (Musiker) (1942–2001), US-amerikanischer Musiker
- James G. Carr (* 1940), US-amerikanischer Jurist
- Jane Carr (* 1950), britische Schauspielerin, Musicaldarstellerin und Synchronsprecherin
- Jekalyn Carr (* 1997), US-amerikanische Gospelsängerin
- Jimmy Carr (* 1972), britischer Komiker
- John Carr (Architekt) (1723–1807), englischer Architekt
- John Carr (Politiker) (1793–1845), US-amerikanischer Politiker
- John Carr (Politiker, 1819) (1819–1913), australischer Politiker (South Australia)
- John Carr (Politiker, 1871) (1871–1927), australischer Politiker (South Australia)
- John Dickson Carr (1906–1977), US-amerikanischer Schriftsteller
- John Dwight Carr, siehe Robert Grün
- John F. Carr (* 1944), US-amerikanischer Schriftsteller
- John Carr (Mathematiker) (1948–2016), schottischer Mathematiker
- John W. Carr (1874–1932), US-amerikanischer Politiker
- Johnnie Carr (1911–2008), US-amerikanische Bürgerrechtlerin
- Johnson Carr (1743–1765), englischer Maler
- Jonathan Carr (1941/1942–2008), britischer Autor
- Joseph Carr (Musikverleger) (1739–1819), US-amerikanischer Musikverleger
- Joseph Carr (Sportfunktionär) (1879/1880–1939), US-amerikanischer Sportmanager
- Joseph Bradford Carr (1828–1895), US-amerikanischer General in der Unionsarmee während des Bürgerkrieges und Politiker
- Judy Feld Carr (* 1938), US-amerikanische Musikwissenschaftlerin
- June Carr (1912–2006), US-amerikanische Produzentin

### K
- Katie Carr (* 1973), britische Schauspielerin
- Kim Carr (* 1955), australischer Politiker

### L
- Lady Will Carr (1922–zwischen 1963 und 1971), US-amerikanische Jazzpianistin
- Laurence Carr (1886–1954), britischer Heeresoffizier, Generalleutnant
- Leroy Carr (1905–1935), US-amerikanischer Musiker
- Liz Carr (* 1972), englische Schauspielerin
- Lois Green Carr (1922–2015), US-amerikanische Historikerin
- Lola Carr (1915–2009), österreichisch-israelische Malerin
- Lorne Carr (Lorne William Bell Carr; 1910–2007), kanadischer Eishockeyspieler
- Lorne Carr-Harris (Lorne Howland Carr-Harris; 1899–1981), britischer Eishockeytorwart
- Lucien Carr (1925–2005), US-amerikanischer Verleger

### M
- Mancy Carr (1899–1946), US-amerikanischer Musiker
- Marcus Carr (* 1999), kanadischer Basketballspieler
- Marian Carr (1926–2003,) US-amerikanische Schauspielerin
- Marina Carr (* 1964), irische Schriftstellerin
- Mary Carr (Schauspielerin) (1874–1973), US-amerikanische Schauspielerin
- Mary Carr Moore (1873–1957), US-amerikanische Komponistin und Musikpädagogin
- Mary Hart Carr (1913–1988), US-amerikanische Politikerin
- Mary Jane Carr (1895–1988), US-amerikanische Journalistin und Schriftstellerin
- Mike Carr (1937–2017), britischer Jazz-Organist
- Milton Robert Carr (1943–2024), US-amerikanischer Politiker

### N
- Nate Carr (* 1960), US-amerikanischer Ringer
- Nathan T. Carr (1833–1885), US-amerikanischer Politiker
- Nicholas Carr (Gräzist) (1524–1568), englischer Gräzist
- Nicholas Carr (* 1959), US-amerikanischer Journalist und Medientheoretiker
- Nizaam Carr (* 1991), südafrikanischer Rugbyspieler

### P
- Paul Carr (1934–2006), US-amerikanischer Schauspieler
- Pearl Carr (1921–2020), britische Schauspielerin und Sängerin, siehe Pearl Carr & Teddy Johnson
- Pete Carr (1950–2020), US-amerikanischer Gitarrist
- Philip Carr-Gomm (* 1952), britischer Druide
- Philippa Carr (1906–1993), britische Schriftstellerin, siehe Eleanor Hibbert

### R
- Ralph Lawrence Carr (1887–1950), US-amerikanischer Politiker
- Raymond Carr (1919–2015), britischer Historiker
- Red Carr (Alfred George Richard Carr; 1916–1990), kanadischer Eishockeyspieler
- Reginald Carr (Bibliothekar) (* 1946), englischer Bibliothekar
- Richard Carr (1938–2025), englischer Unternehmer und Fußballfunktionär
- Robert Carr, 1. Earl of Somerset (um 1590–1645), schottischer Politiker
- Robert Carr, Baron Carr of Hadley (1916–2012), britischer Politiker (Conservative Party)
- Robert J. Carr, US-amerikanischer Filmtechniker
- Robert John Carr (* 1947), australischer Politiker, siehe Bob Carr
- Robert Spencer Carr (1909–1994), US-amerikanischer Schriftsteller

### S
- Sabin Carr (1904–1983), US-amerikanischer Leichtathlet
- Sally Carr (* 1945), schottische Sängerin
- Sam Carr (1926–2009), US-amerikanischer Schlagzeuger
- Samuel S. Carr (1837–1908), US-amerikanischer Maler
- Seth Carr (* 2007), US-amerikanischer Schauspieler
- Shirley Carr, kanadische Gewerkschafterin
- Simon Carr (Radsportler) (* 1998), britischer Radrennfahrer
- Simon Carr (Tennisspieler) (* 1999), irischer Tennisspieler
- Stephen Carr (Schauspieler) (1906–1986), US-amerikanischer Schauspieler und Dialogregisseur
- Stephen Carr (Eiskunstläufer) (* 1966), australischer Eiskunstläufer
- Stephen Carr (Fußballspieler) (* 1976), irischer Fußballspieler
- Stella Grace Maisie Carr (1912–1988), australische Botanikerin
- Steve Carr (* 1962), US-amerikanischer Filmregisseur und -produzent
- Sue Carr (* 1964), britische Juristin

### T
- Terry Carr (1937–1987), US-amerikanischer Autor
- Thomas Carr (Musikverleger) (1780–1849), US-amerikanischer Musikverleger, Komponist und Organist
- Thomas Carr (Geistlicher, 1788) (1788–1859), britischer Geistlicher, Bischof von Bombay
- Thomas Carr (Geistlicher, 1839) (Thomas Joseph Carr; 1839–1917), irischer Geistlicher, Erzbischof von Melbourne
- Thomas Carr (Regisseur) (1907–1997), US-amerikanischer Regisseur und Schauspieler
- Tony Carr (* 1930), britischer Schlagzeuger und Perkussionist

### V
- Vikki Carr (* 1941), US-amerikanische Sängerin
- Virginia Spencer Carr (1929–2012), US-amerikanische Literaturwissenschaftlerin

### W
- Wes Carr (* 1982), australischer Popsänger
- Weston Carr (* 1997), US-amerikanischer American-Football-Spieler
- William Carr (Fußballspieler) (1848–1924), englischer Fußballspieler
- William Carr (Historiker) (1921–1991), britischer Historiker
- William Carr (Ruderer) (1876–1942), US-amerikanischer Ruderer
- William Arthur Carr (1909–1966), US-amerikanischer Leichtathlet, siehe Bill Carr (Leichtathlet)
- William Broughton Carr (1837–1909), britischer Autor und Imker
- William Guy Carr (1895–1959), kanadischer Offizier und Schriftsteller
- Wooda Nicholas Carr (1871–1953), US-amerikanischer Politiker